# Colobothea septemmaculata
Colobothea septemmaculata är en skalbaggsart som beskrevs av Dmytro Zajciw 1971. Colobothea septemmaculata ingår i släktet Colobothea och familjen långhorningar. Inga underarter finns listade i Catalogue of Life.